# Miechownictwo

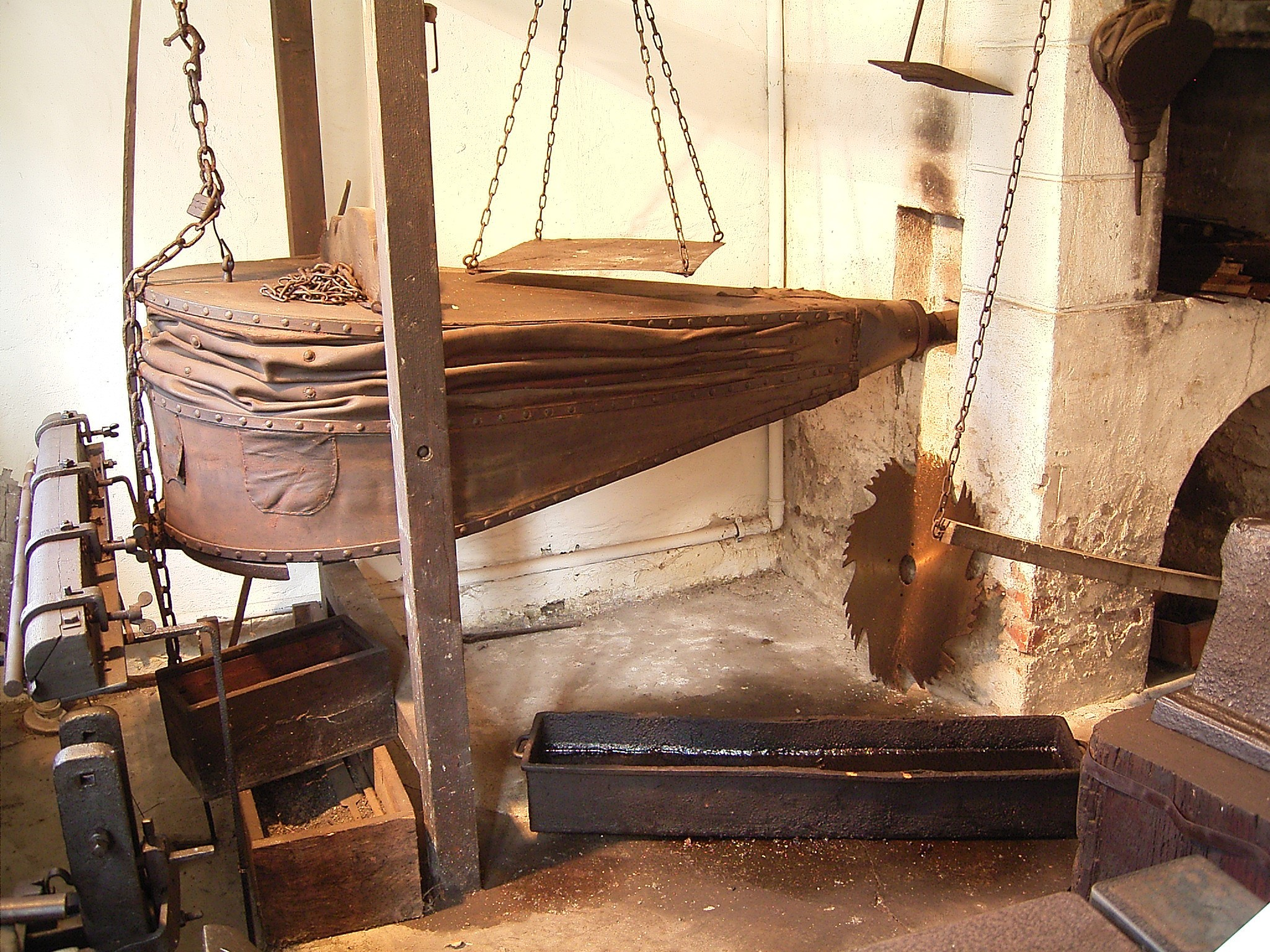
Miech piecowy ze zbiorów muzeum w Remscheid, Niemcy

Miechownictwo – ginący zawód rzemieślniczy związany z wyrobem miechów, przeważnie ze skóry.
Cech miechowników jest wymieniany jako jeden z ponad sześćdziesięciu cechów obecnych w Poznaniu w XVI w.